# Batalla de Rayy
La batalla de Rayy, lluitada el l'1 de maig del 811, fou una de les batalles de la guerra civil del Califat Abbàssida.

## Antecedents
Mort Harun ar-Raixid el 24 de març del 809, al-Amín fou reconegut com a califa a Bagdad i al-Mamun va anar immediatament al Khorasan que li havia estat assignat i es va establir a Merv. Un revolta kharigita a Sistan i Kirman, dirigida per Hamza, fou sufocada pels governadors d'aquestes províncies.
El 810 al-Amín va introduir a la khutba el nom del seu fill Mussa després del seu, en comptes del segon hereu al-Mamun. Al-Amín tenia el suport del visir al-Fadl ibn ar-Rabí, mentre que al-Mamun va acabar obtenint el suport de Fadl ibn Sahl, futur visir. Al-Amín va tractar per tots els mitjans diplomàtics de modificar l'orde successori establert pel pare però al-Mamun va refusar amb fermesa però amb prudència. Al final del 810, violant les "Actes de la Meca", al-Amin va fer nomenar al seu fill Mussa com a hereu per davant d'al-Mamun i d'un tercer germà preferent, Qàssim —el futur al-Mútassim— que havia rebut els governs d'Armènia, Geòrgia i el Diyar Bakr (com a simple governador d'al-Amín).
Al-Mamun fou declarat rebel i es va enviar el març del 811 una expedició al Khorasan dirigida per Alí ibn Issa ibn Mahan. Al-Mamun va designar comandant de les seves forces al general Tàhir ibn al-Hussayn.

## Desenvolupament tàctic
Tement el que els ciutadans de Rayy fessin si la seva força optava per romandre dins de les muralles per defensar-se d'un setge, Tàhir ibn al-Hussayn va conduir al seu exèrcit pel camí de Bagdad fins que els intrusos estaven a la vista.
Després d'una nit intranquil·la, l'1 de maig del 811 Tàhir va realitzar una càrrega inicial, que va ser seguit per una breu treva i les negociacions sense èxit, en les quals l'enviat de Tahir va recordar els solemnes acords al-Amin havia trencat.
La batalla principal va començar amb l'atac de 700 corasmis amb el suport dels arquers, sobre el centre de l'exèrcit d'Alí ibn Issa ibn Mahan per destruir la seva estructura de comandament, i va aconseguir la mort d'Ali, i el seu exèrcit es van dispersar en totes direccions.

## Conseqüències
Un segon exèrcit enviat sota la direcció d'Abd-ar-Rahman ibn Jabala al-Abnawí fou altre cop derrotat per Tàhir ibn al-Hussayn, i tot el Djibal (Iran occidental) va quedar en poder d'al-Mamun.
Al-Amín va intentar mobilitzar al seu favor a les tribus àrabs de Síria, però van esclatar greus desordres a Síria i va caldre enviar a Abd-al-Màlik ibn Sàlih, amb el càrrec de governador (fins aleshores era el governador del territori fronterer dels Awasim) per restaurar l'ordre, i en les lluites va morir Abd-al-Màlik. Al-Amín va enviar aleshores a Àhmad ibn Mazyad i Abd-Al·lah ibn Humayd cap a l'orient, cadascun amb un exèrcit (al-Tabari diu que amb 20.000 homes cadascun), però Tàhir va enviar agents a sembrar la discòrdia i els dos exèrcits es van enfrontar un contra l'altra. El març del 812 un cop d'estat dirigit per Hussayn ibn Alí ibn Issa, fill del general derrotat el 811 a Rayy, va deposar al-Amín i va proclamar a al-Mamun, però el contracop va derrotar els rebels i Hussayn va morir.
L'exèrcit de Tàhir ja s'acostava a Bagdad. Després d'ocupar Ahwaz va enviar forces per assegurar el control de la província de Bahrayn i Aràbia. Bàssora i Kufa es van sotmetre a al-Mamun. Tàhir va avançar cap a Bagdad i va derrotar a un petit exèrcit enviat a aturar-lo. L'agost del 812 Bagdad fou atacada per dos cossos, un dirigit per Tàhir i un altre per Harthama ibn Ayan. Mentre a la Meca el governador de l'Hedjaz, Dawud ibn Issa, recordava als creients que al-Amín havia vulnerat els acords successoris i, per tant, calia donar suport a al-Mamun i ell mateix va anar a Merv i li va fer jurament de lleialtat, sent confirmat com a governador de la Meca i Medina.
Bagdad va resistir. Al-Amin fou declarat deposat (makhlu) i al-Mamun proclamat com a nou califa. Però Bagdad va aguantar més d'un any. Al-Amín va rebre el suport dels elements més turbulents anomenats Nus o Urat. Finalment la resistència fou vençuda el setembre del 813. Al-Amín va negociar amb Harthama, que havia estat general del seu pare, el qual li va prometre salvar la vida, però abans d'entregar-se fou capturat per soldats de Tàhir que el van matar la nit del 24 al 25 de setembre del 813. El seu visir al-Fadl ibn ar-Rabí l'havia abandonat abans i havia reconegut a al-Mamun, amb el qual va salvar la vida. Qàssim va perdre tot seguit el seu govern. Al-Mamun va restar a Merv i va nomenar com a governador de Bagdad a Hassan ibn Sahl.